# Susijärvi (sjö i Norra Österbotten)
Susijärvi är en sjö i Finland. Den ligger i kommunen Taivalkoski i landskapet Norra Österbotten, i den nordöstra delen av landet, 600 km norr om huvudstaden Helsingfors. Susijärvi ligger 217,1 meter över havet. Arean är 35,8 hektar och strandlinjen är 4,82 kilometer lång. Sjön  ingår i Ijo älvs huvudavrinningsområde. 